# ديتريش ك. سميث
ديتريش ك. سميث (بالإنجليزية: Dietrich C. Smith)‏ هو سياسي أمريكي، ولد في 4 أبريل 1840 في شرق فريزيا في ألمانيا، وتوفي في 18 أبريل 1914 في بيكين في الولايات المتحدة. حزبياً، نشط في الحزب الجمهوري. وقد انتخب عضو مجلس نواب إلينوي وانتخب عضو مجلس النواب الأمريكي.